# Abbaye Notre-Dame de Boscodon
Pour les articles homonymes, voir Abbaye Notre-Dame, Notre-Dame et Boscodon (homonymie).
L'abbaye Notre-Dame de Boscodon est une abbaye du XIIe siècle, devenue bénédictine au XVe siècle, et abritant au XXIe siècle la communauté Saint-Dominique. Située dans les Hautes-Alpes, à 1150 m d'altitude, elle est monument historique.

## Historique
Fondée en 1142, l'abbaye de Notre-Dame de Boscodon est bâtie par des moines cénobites de l'ordre monastique de Chalais grâce aux dons du seigneur local, Guillaume de Montmirail. Ces moines ont succédé à des ermites rassemblés autour d'un certain Guillaume de Lyonne. La donation initiale, datée de 1132, s'est déroulée en présence de Guillaume de Bénévent, futur archevêque d'Embrun. On trouve également dans les Hautes-Alpes l'abbaye de Clausonne, construite en 1185.
En 1303, alors que Chalais passe sous la dépendance de la Chartreuse, Boscodon devient chef d'ordre ; puis, au début du XVe siècle, bénédictine.
Les moines vivent de l'exploitation de la forêt et du domaine, et de l'élevage de moutons.
L’abbaye de Boscodon possédait par ailleurs, aux Mées, le prieuré de Paillerols à partir du XIIe siècle.
Au XVIIIe siècle, au moment de la Commission des Réguliers, l'abbaye est rattachée à l'archevêché d'Embrun, et une partie de ses bâtiments est détruite.
Pendant la Révolution française, l'abbaye et ses domaines deviennent propriété nationale. Joseph Berthe acquiert les bâtiments. Un hameau se construit autour de l'abbatiale qui devient écurie, étable, logement.
Au XXe siècle, les habitants quittent progressivement le hameau.
Des travaux de restauration ont débuté en 1972 et sont pratiquement achevés après l'inauguration du cloître en 2012. Ils sont dirigés depuis 1980 pour les travaux de restauration par l'architecte en chef des monuments historiques et, pour les travaux de conservation, par l'architecte des bâtiments de France territorialement compétents.
En 1974, les parties des bâtiments acquises par l' « Association des amis de l'abbaye de Boscodon » furent classées au titre de la loi du 31 décembre 1913 sur les monuments historiques, ce qui permit de commencer leur restauration. Les protections en vigueur au titre des monuments historiques concernent l'ancien cellier, classé par arrêté du 8 juin 1989, et les anciens bâtiments de l'abbaye, classés par arrêté du 9 mars 1999.
Enfin, l'achat de petits terrains proches de l'abbaye lui donne plus d'espace et ouvre des possibilités futures.

## Période contemporaine

### Travaux de restauration
L'initiative et l'inspiration, dès le départ, de la renaissance de l'abbaye (1972), ont été le fait de l'ordre des dominicains, rapidement rejoint par diverses congrégations religieuses et par des laïcs. L'abbaye est la propriété d'une association reconnue d'utilité publique qui en assure la restauration et en promeut les animations : « Association des amis de l'abbaye de Boscodon » (A.A.A.B.). Sœur Jeanne Marie, un des membres fondateurs de l'AAAB, a œuvré pendant plus de quarante ans afin qu'il redevienne un lieu de culte. Des sœurs et des frères dominicains s'installent alors dans les lieux et entament les travaux de restauration avec de nombreux bénévoles. Sœur Jeanne-Marie en guide la renaissance pour en faire un lieu d’accueil ouvert à tous. La communauté (qui compte des femmes et des hommes de plusieurs congrégations) et l'association propriétaire proposent des célébrations, des concerts, des conférences, moments de dialogue privilégié avec les touristes de passage. Sœur Jeanne-Marie est morte dans la nuit du 6 au 7 juin 2013 à Embrun, tout près de Boscodon qu'elle n'avait plus quitté depuis 1972.
Les études préliminaires à la restauration ont été dirigées, au même titre que la maîtrise d'œuvre des travaux, par Francesco Flavigny, architecte en chef des monuments historiques, telles par exemple que celles relatives à l'aile des Officiers. Elles témoignent de la rigueur scientifique des choix des restaurations. Ces choix sont basés pour partie sur les rapports de fouilles archéologiques et confirmés le plus souvent possible par des documents d'archives. Pour la restauration de l'aile des Officiers, la découverte aux archives départementales, par la sœur Jeanne-Marie, d'un devis daté du 24 avril 1706 pour des « travaux de reconstruction de l'aile des Officiers, partiellement détruite par les ennemis de l'État en l'an 1692 », a fourni de précieuses informations. Rien que pour cette partie du monument, l'étude préliminaire s'est échelonnée de 1985 à 1994 par le repérage des murs, le repérage du bâtiment, le début du déblaiement, le dégagement de la cave nord, le dégagement de la cave du milieu, les fouilles au sol et les fouilles cave et partie sud et l’aide à la construction par triage et transport des pierres.
En 1997, la toiture, effectuée dans de mauvaises conditions vingt années plus tôt, a été reprise. En 2004 la fin des travaux de la partie sud de l’aile des moines et de la chapelle Saint-Marcellin a été célébrée le 25 juin 2004.
En mai 1997, des travaux de déblaiement, de tri, et de rangement ont été accomplis sur la bergerie jouxtant le chemin d'arrivée à l'abbaye, avec l'association « solidarités jeunesses ». En 1998-1999 a été réalisé le relevé du côté du cloître et la restauration et l’aménagement de l’aile des Convers. Fin 2000 et début 2001, le clocher du beffroi a été relevé et la cloche a été réinstallée.
La renaissance du cloître se termine grâce à une présentation dont le but est de montrer en place, intégrés à des ensembles maçonnés, les quelques éléments lapidaires des XIIe et XVe siècles retrouvés sur le site.
En 2012, ce site exceptionnel aura bénéficié de quarante ans de restauration, grâce à la mobilisation de tous ses acteurs : associations, communauté religieuse, salariés de l'association, bénévoles, donateurs, collectivités territoriales (région Provence-Alpes-Côte d'Azur, département des Hautes-Alpes et commune) et les différents services de l'État : préfecture des Hautes-Alpes, Direction régionale des Affaires culturelles (DRAC), Conservation régionale des monuments historiques, Architecte en chef des monuments historiques et Service territorial de l'architecture et du patrimoine, Conservateur des antiquités et objets d'art (CAOA), Direction régionale de l'environnement, de l'aménagement et du logement (DREAL).

### Ouverture du monument au public

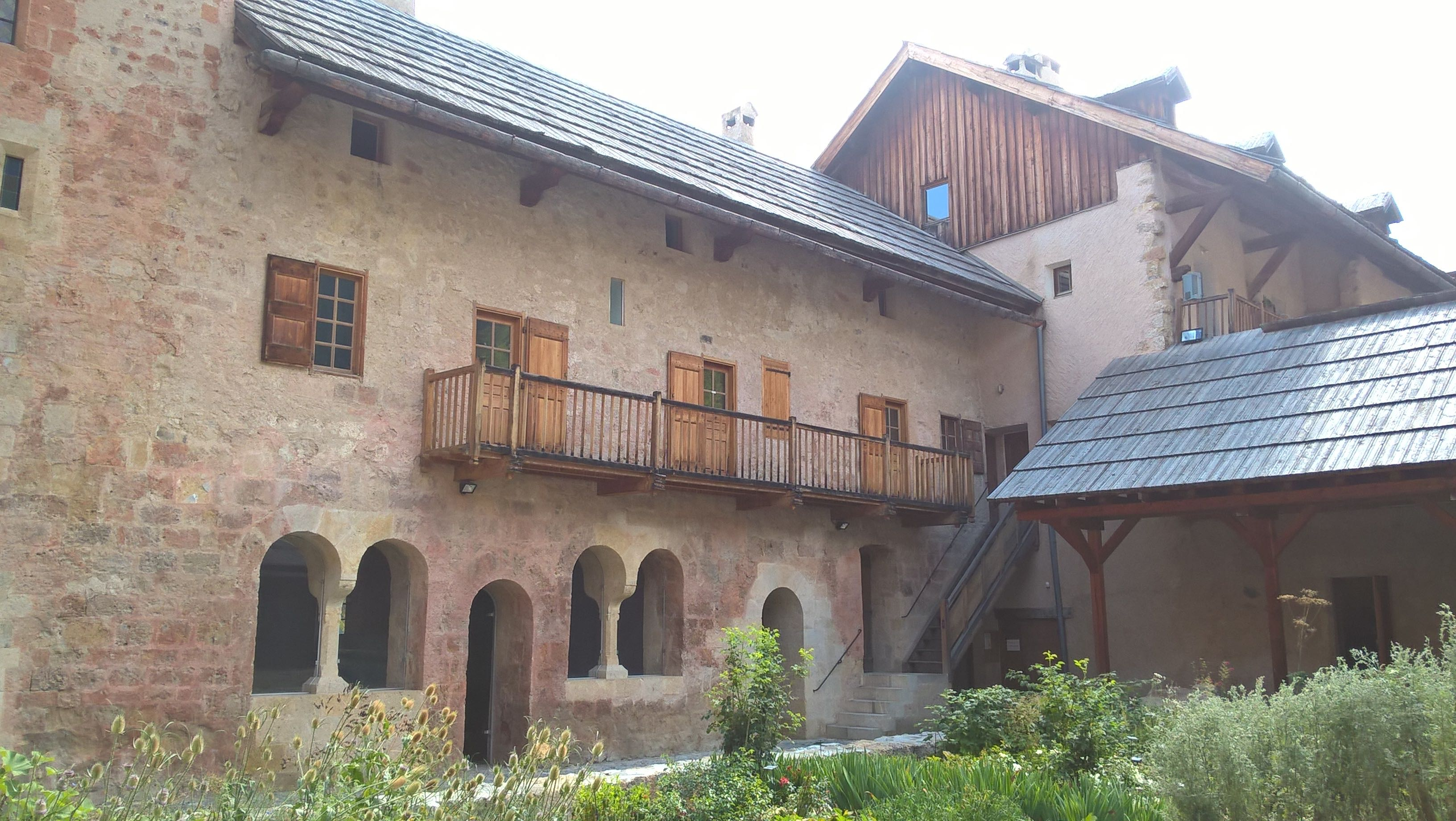
Vue de l'abbaye.

Ce monument majeur attire aujourd'hui environ quatre-vingt-dix mille visiteurs par an. L'abbaye a été primée en 1989 au palmarès du concours du « meilleur accueil musée et monument ».
L'aile des Officiers, inaugurée le 29 juin 1995, offre 425 mètres carrés de surface utilisable par l'association pour rendre aux visiteurs de nouveaux services comme l’accueil, la circulation, l’organisation d’un magasin, une salle de réunion, les installations sanitaires. Il fallait aussi disposer de bureaux adaptés, de lieux de stockage et de surfaces qui devraient permettre de nouvelles activités, notamment pour les rencontres, colloques, etc. Ces locaux servent à l'Association des amis de l'abbaye et à la communauté de permanents qui animent l'abbaye pour sa vie spirituelle, liturgique et culturelle. L’année 1996 a été une étape importante. La pleine utilisation de l'aile des Officiers reconstituée permet une entrée unique pour les visiteurs, la séparation des locaux de l'association de ceux de la communauté (chacun ayant des finalités particulières), une organisation des circuits de visite et des salles appropriées à des réunions relativement modestes.
L'église abbatiale est ouverte tous les jours entre 8 h 30 et 19 h. Le cloître et les pièces qui le bordent sont aussi accessibles aux horaires d'ouverture de la librairie, et sur demande. L'été et durant les vacances scolaires des visites guidées, des ateliers sont proposés.

### Relations avec la télévision
- L'épisode de la série télévisée française Alex Hugo intitulé La fille de l'hiver a été tourné en 2021 en partie dans l'abbaye.

- La série télévisée sur les Alpes des TV de langue allemande (3 Sat), présentée par l'alpiniste Reinhold Messner, inclut une interview de frère Isidore, le maçon-tailleur de pierre qui a été la cheville ouvrière de la reconstruction et formidable guide pour expliquer les techniques du Moyen Âge.

- Jean Mansir, dominicain, a été membre de la communauté de Boscodon, et aussi directeur des programmes de l'émission télévisée « Le jour du Seigneur » durant une quinzaine d'années[13].

## Architecture
L'abbaye de Notre-Dame de Boscodon est d'architecture romane. On y retrouve l'art cistercien primitif au travers de la simplicité extrême des éléments architecturaux, l'harmonie des volumes, la qualité de la maçonnerie (notamment l'appareillage des pierres à joints vifs).
L'art roman utilise la géométrie. Toutefois, la symétrie n'est pas un élément fondamental de cette architecture, qui s'inspire aussi de la nature. Le tracé de l'abbatiale de Boscodon s'appuie sur des figures géométriques simples. Tracée à la règle et au compas, on y trouve les symboles de la croix, du carré, du cercle et du pentagone. Le système métrique n'existant pas à l'époque, les mesures de références sont la coudée royale, le pied roman.
Les moines bâtisseurs accordent une importance forte à la symbolique des éléments. L'abbaye a été implantée et orientée en fonction des rythmes du soleil, des cours d'eau alentour, de la présence d'une carrière de pierre (ni trop proche, pour respecter le silence sur le lieu de construction de l'abbaye, ni trop loin pour ne pas augmenter les contraintes d'approvisionnement), de la forêt, des hommes… L'importance des symboles se retrouve aussi dans la conception des bâtiments : répétition des éléments selon les chiffres clés (7 voûtes, comme les 7 jours de la semaine), rapports de proportions en harmonie avec le nombre d'or, etc.

## Galerie

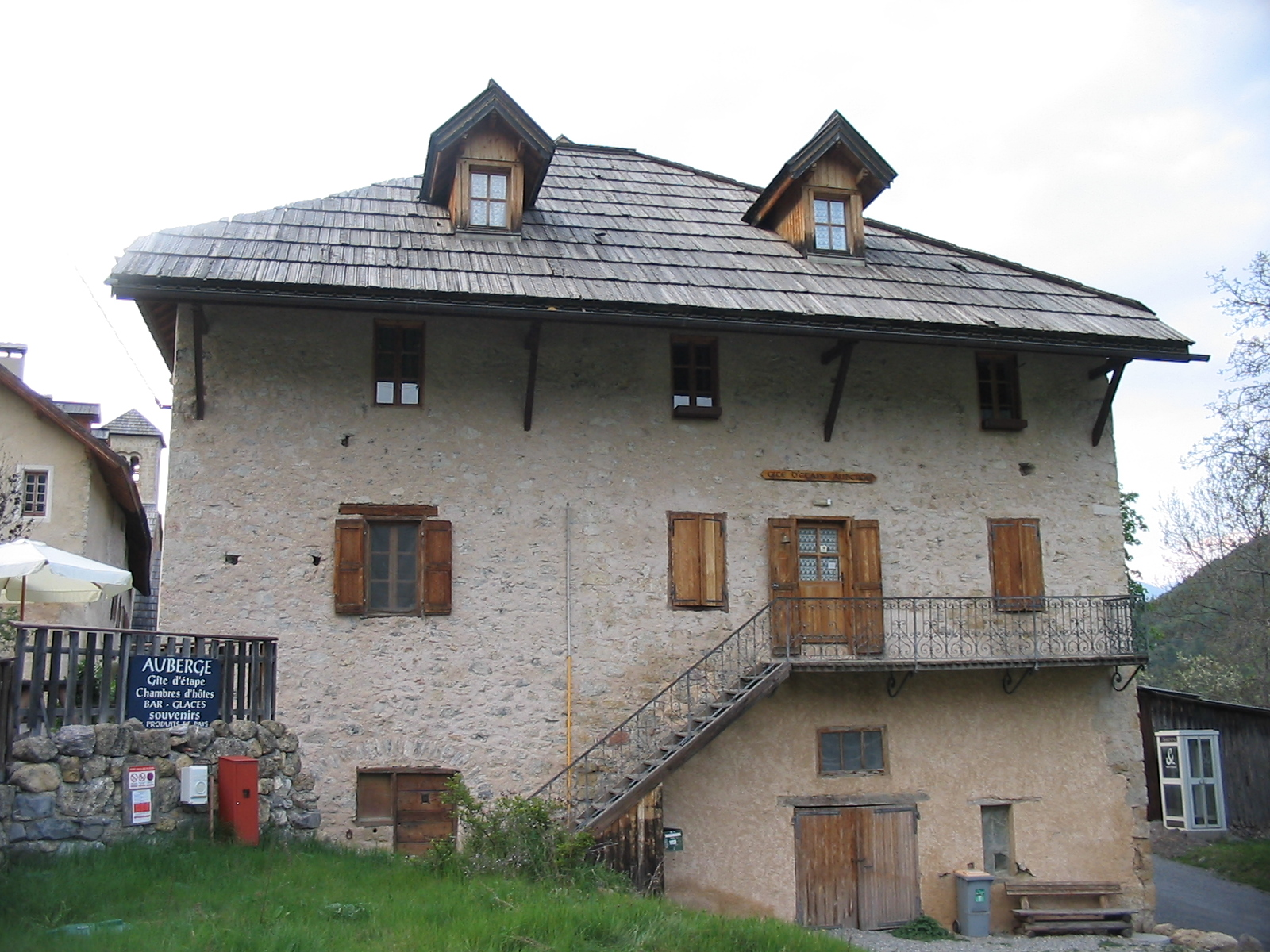
Cellier des Moines, indépendant de l'abbaye.
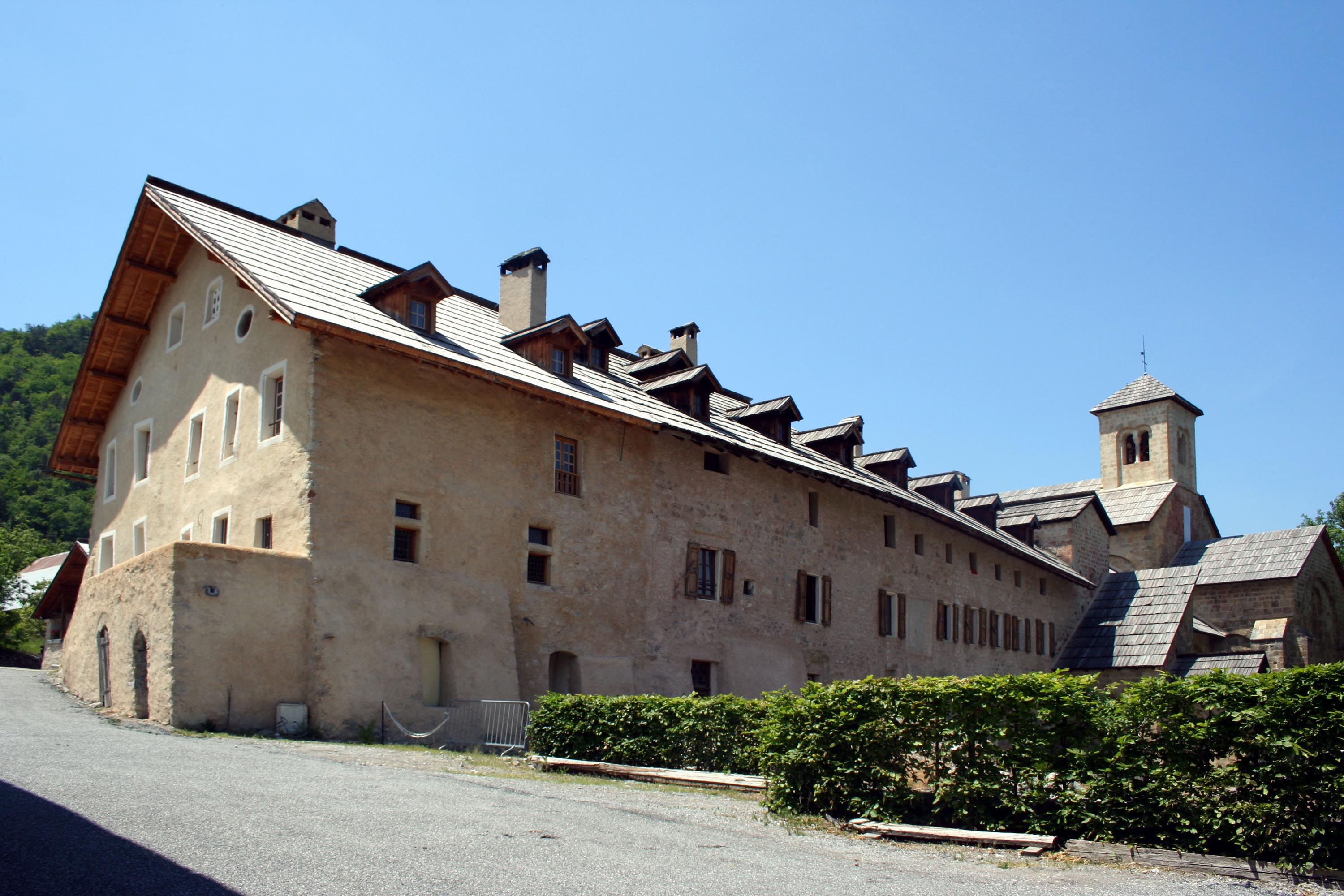
L'abbaye de Boscodon.
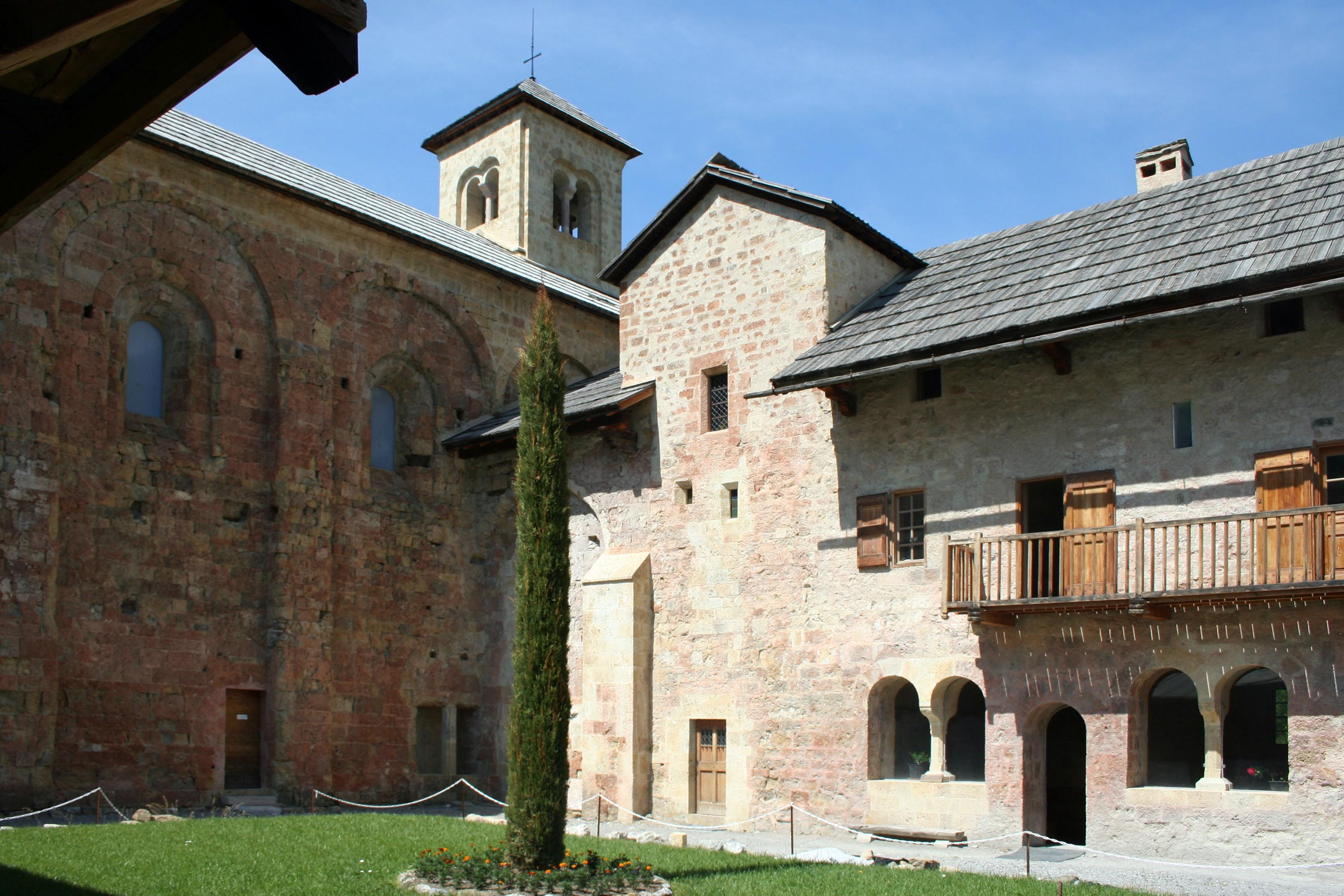
Emplacement de l'ancien cloître.
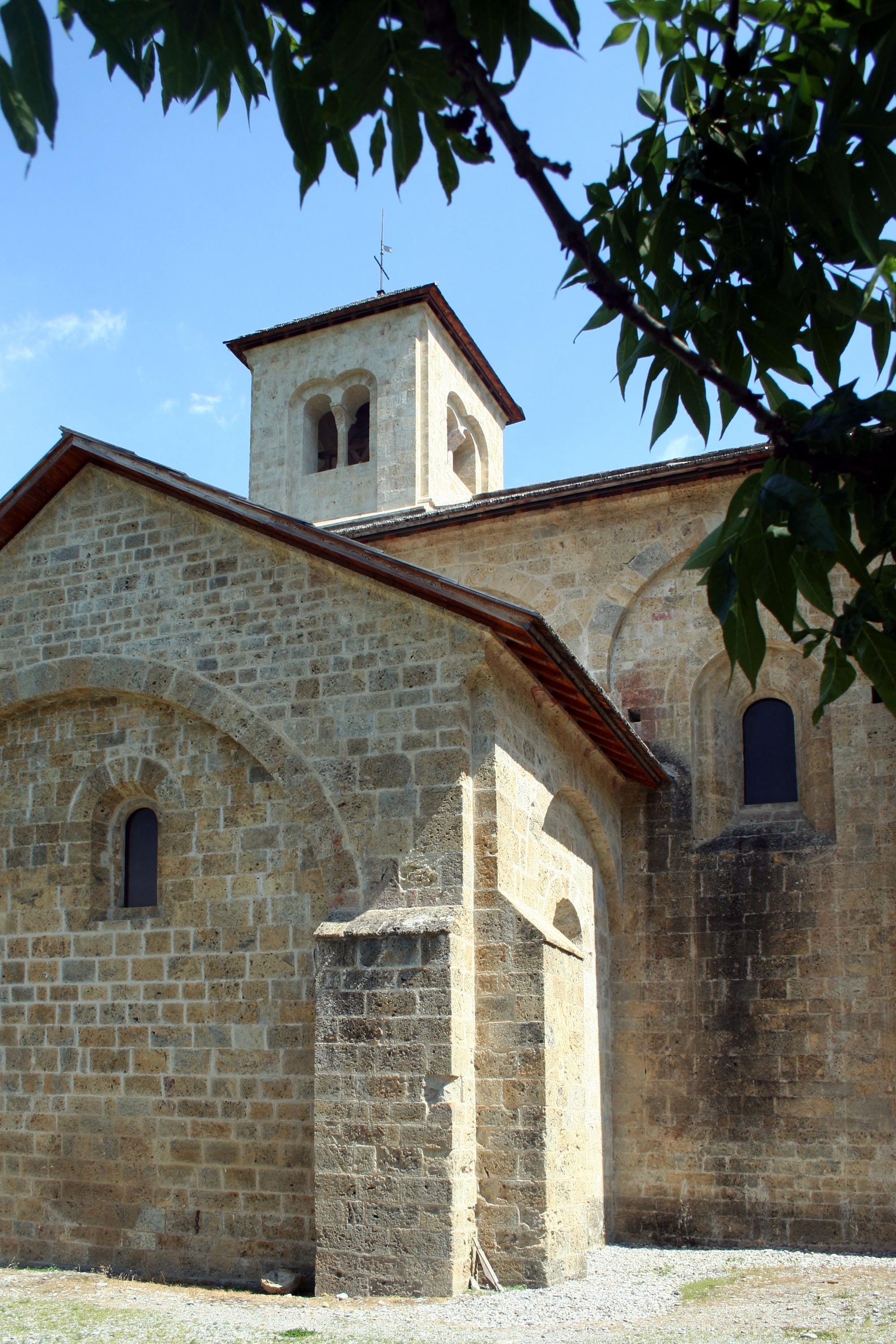
L'église, transept nord.
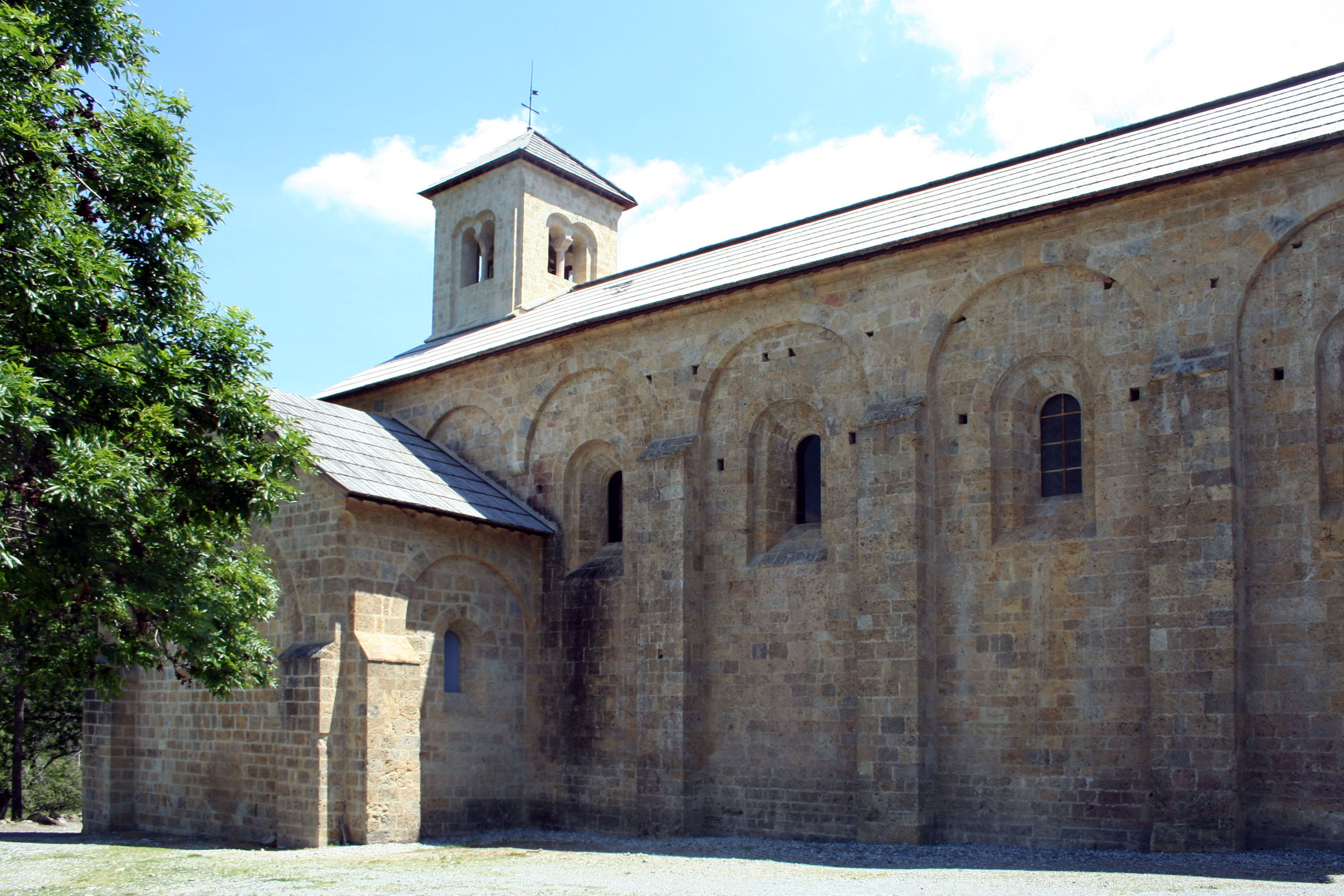
L'église, côté nord.
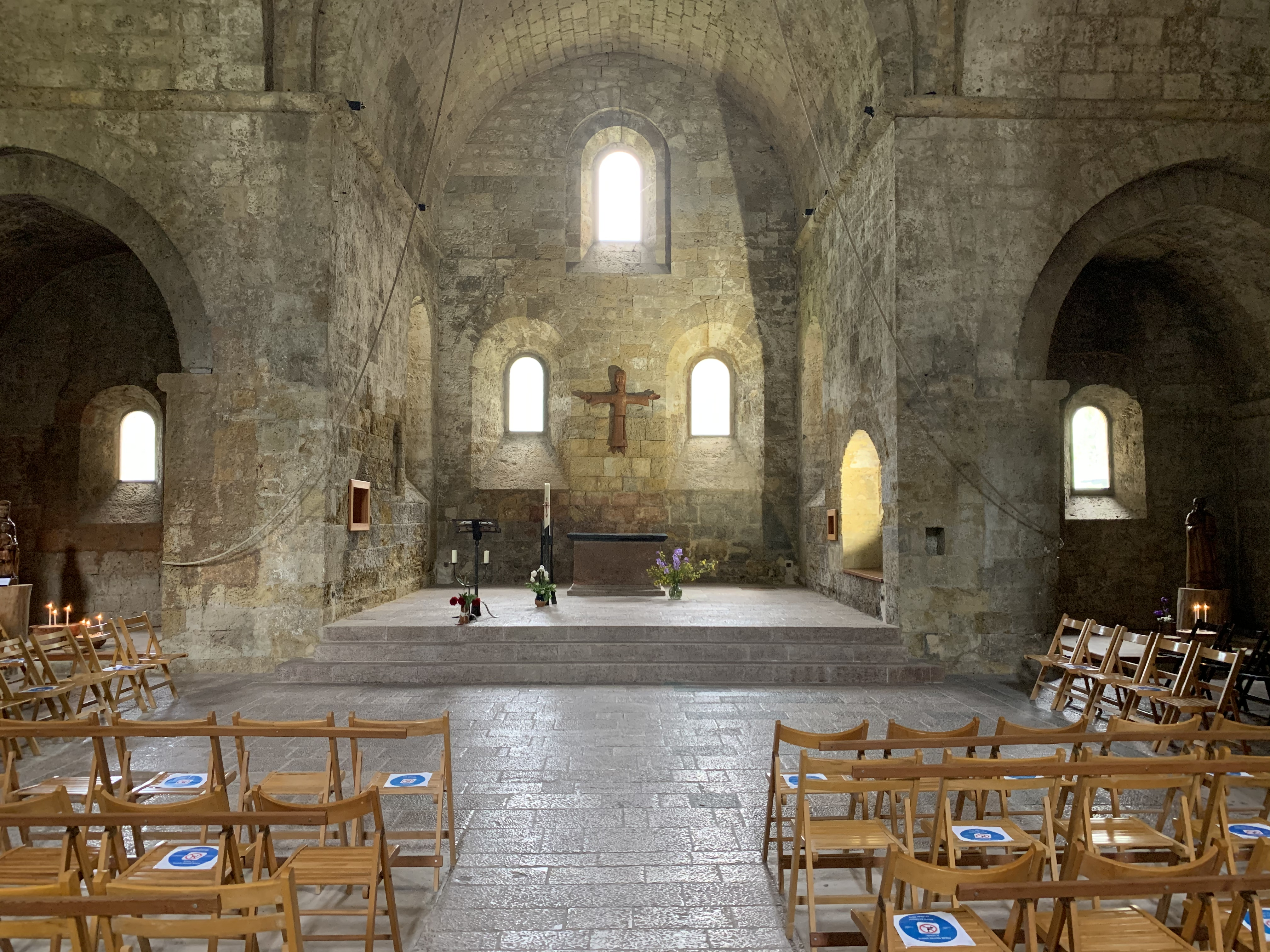
L'église, chœur et autel.
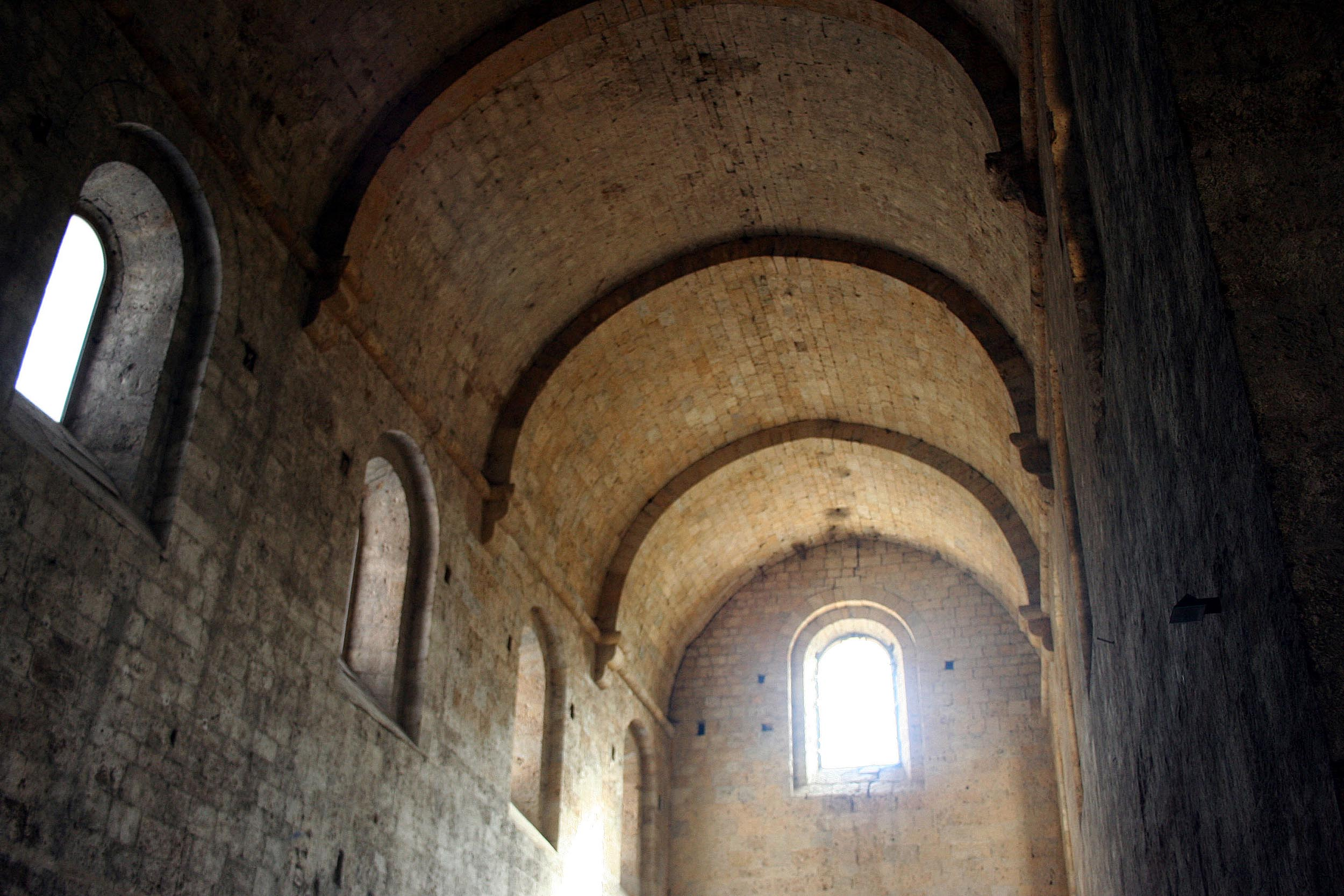
L'église, voûte de la nef.
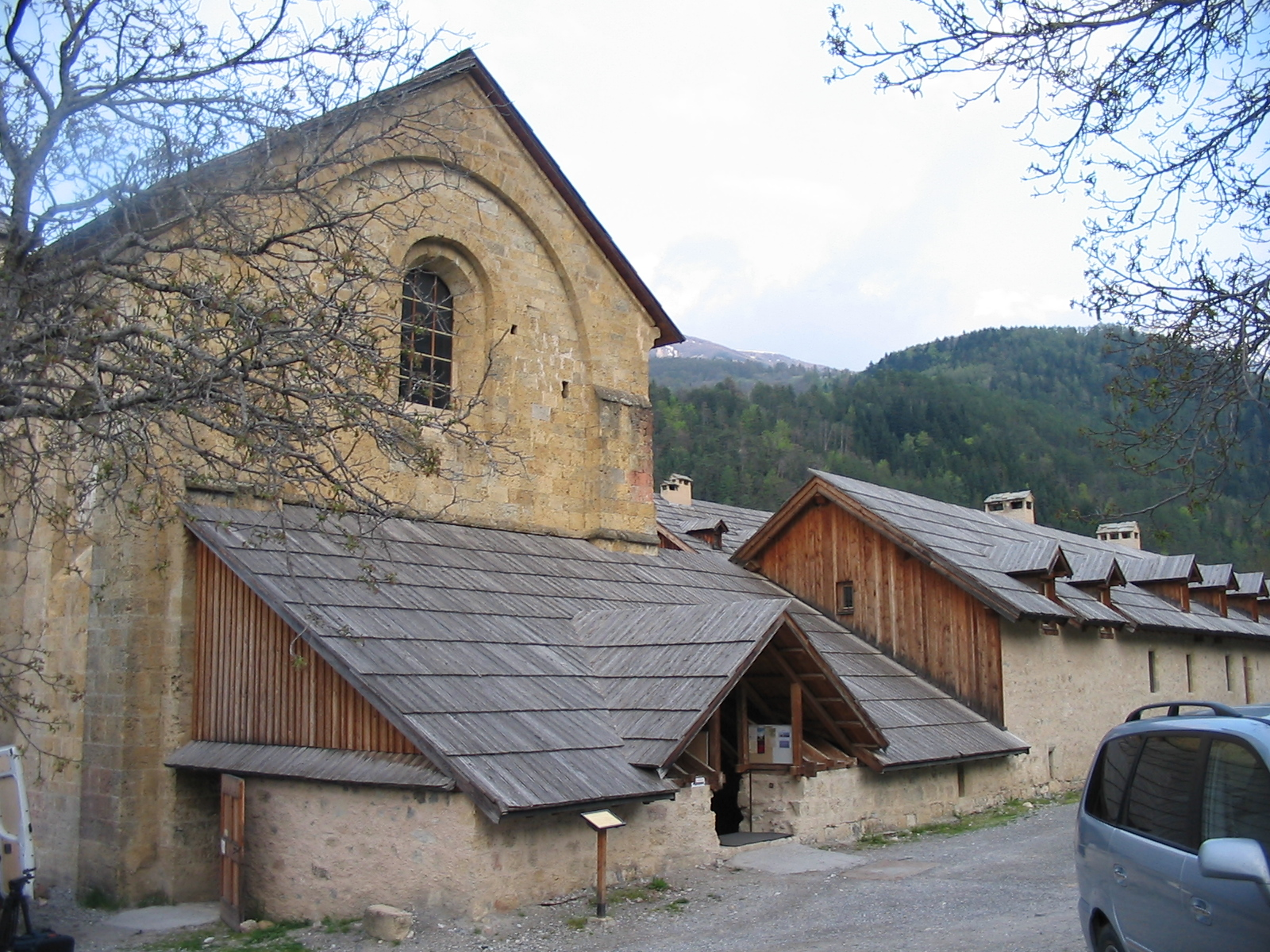
Détail.
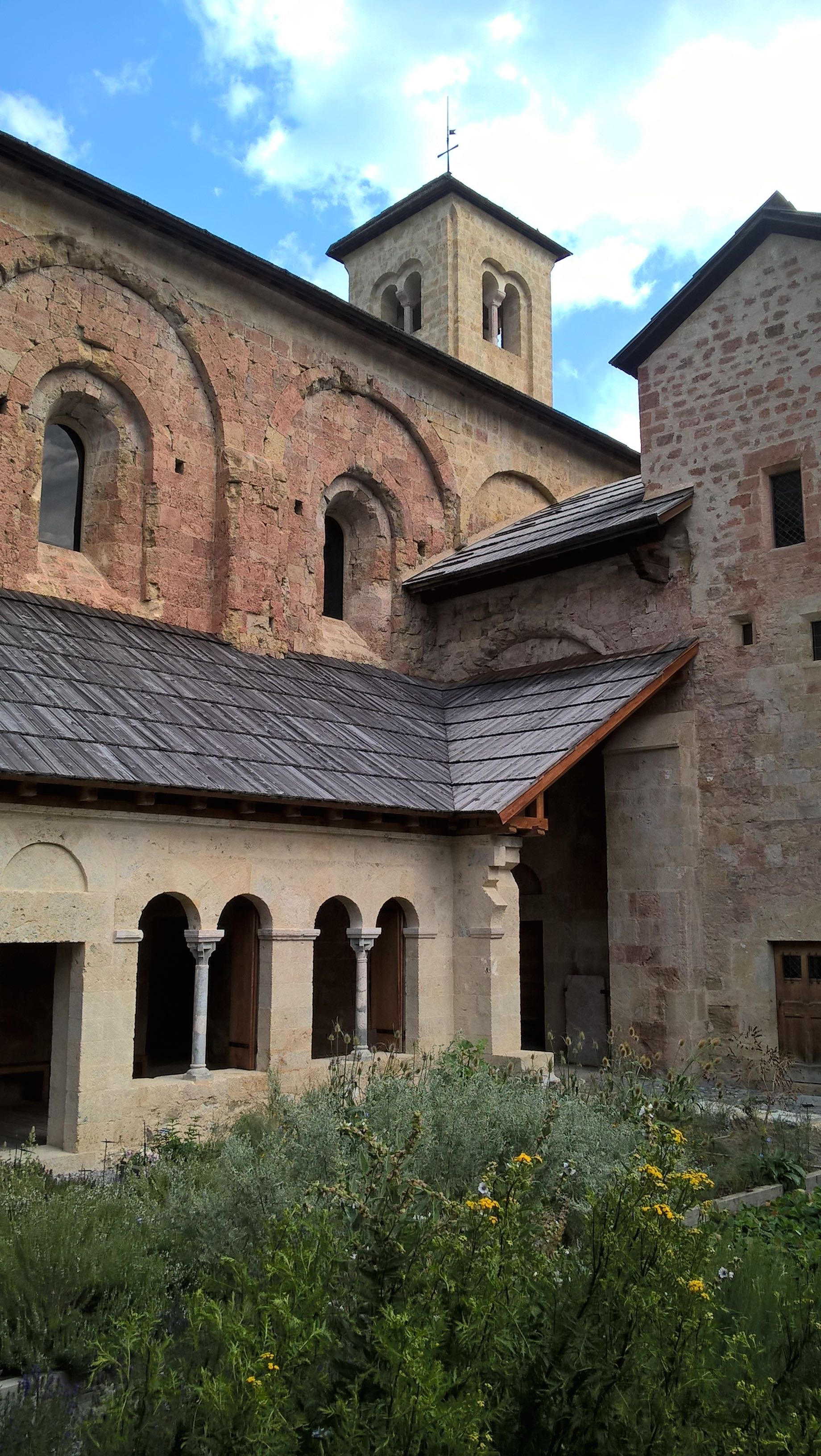
Détail de l'abbaye.

## Liste des abbés
- 1132-1145 : Guillaume Ier de Lyon
- 1145-1172 : Guigues Ier de Revel
- 1172-1180 : Guigues II de Torame
- 1180-1190 : Guillaume II
- 1190-1193 : Rostaing Ier
- 1193-1195 : Guillaume III de Turriers
- 1196-1197 : Pierre Ier
- 1197-1200 : Gaudemar
- 1200-1200 : Richaud Ier
- 1200-1204 : Guillaume IV Élie
- 1205-1210 : Giraud
- 1210-1216 : Raymond
- 1216-1218 : Rostaing II
- 1218-1225 : Guigues III de l’Escale
- 1226-1233 : Guillaume V Élie
- 1233-1244 : Guillaume VI de l’Escale
- 1245-1253 : Richaud II
- 1253-1263 : Guillaume VII de Turriers
- 1263-1265 : Arnoul Ier
- 1265-1267 : Guillaume VIII de Vachère
- 1268-1269 : Olivier
- 1270-1276 : Guillaume IX de Bourdeau
- 1277-1285 : Arnoul II de Turriers
- 1286-1297 : Pierre II de Corps
- 1297-1307 : Raybaud Artaud d’Avançon
- 1307-1311 : Pierre III Chauvin
- 1311-1320 : Guillaume X Albert (1)
- 1320-1326 : Raoul Ier Richaud
- 1326-1326 : Guillaume XI de Rame
- 1326-1330 : Guillaume X Albert (2)
- 1330-1346 : Geoffroy de La Penne
- 1346-1356 : Pierre IV Baboti
- 1356-1379 : Pierre V de Rousset
- 1371-1386 : Raoul II Ricard
- 1386-1393 : Isoard
- 1393-1415 : Pierre VI de Funeto
- 1415-1426 : Jean Ier de Poligny
- 1427-1456 : Pierre VII de Sancto Atuhiano
- 1457-1461 : Bernard Ier d’Ascar
- 1461-1465 : Pierre VIII
- 1465-1465 : Bernard II
- 1465-1468 : Jacques René
- 1468-1478 : Jean II de Beaumont
- 1478-1479 : Étienne de La Font de Savines
- 1479-1519 : Claude d’Arces
- 1520-1540 : Guy de Faugères
- 1540-1551 : Nicolas de La Croix
- 1552-1554 : Alexandre Ier de Compenio
- 1554-1569 : Alexandre II de Fleury
- 1569-1596 : Alphonse de Fleury
- 1596-1629 : Abel de Sautereau
- 1629-1680 : François de Sautereau
- 1680-1712 : Michel de Sautereau
- 1712-1760 : Victor-Amédée de La Font de Savines
- 1760-1771 : Antoine-Joseph d'Amat de Volx évêque de Senez
- 1771-1779 : Jean-Gabriel d'Agay nommé coadjuteur de l'évêque d'Elne
- 1779-1790 : Joseph de Leyssin

Sources :
- Dictionnaire d'histoire et de géographie ecclésiastique[14]
- Tableau historique des Hautes-Alpes, Mandement de Montmirail[15]

## Vie religieuse

### Généralités
Aujourd'hui, dans le cadre de la communauté Saint-Dominique, l'abbaye est habitée par des religieux catholiques (ce ne sont pas des moines).
La communauté Saint-Dominique de Boscodon, rattachée à la province de Toulouse de l'ordre des Prêcheurs, a succédé à la communauté Notre-Dame, créée au sein de la Fédération Notre-Dame des Prêcheurs (moniales de l'ordre des Prêcheurs). Elle anime l'ancienne abbaye Notre-Dame de Boscodon. En 2002, elle réunissait trois dominicaines, deux dominicains et un frère missionnaire des campagnes, au sein d'un foyer de vie de la famille dominicaine. La propriété foncière et immobilière appartient à l'Association des amis de l'abbaye de Boscodon, fondée en 1972.
La communauté Saint-Dominique, dont la composition varie, est composée d'hommes et de femmes et assure le gardiennage et une partie de l'animation du lieu. Elle propose des offices et des messes dans l'église abbatiale. Cette communauté, fondée dans les années 1990, est reconnue par l'évêque de Gap.

### Jean Mansir
Jean Mansir dominicain, a été membre de la communauté de Boscodon et a exercé aussi un ministère pastoral et paroissial dans le diocèse d'Évry en région parisienne

### Citation de Jean Mansir
Se décider pour Dieu

« À quels signes allons-nous pouvoir décider si oui ou non la Bonne Nouvelle de Jésus de Nazareth a de quoi nous faire vraiment vivre, les uns et les autres ?

Telle est bien la question de Jean le Baptiste, du fond de sa prison, sachant que sa fin est proche. « Es-tu celui qui doit venir, ou devons-nous en attendre un autre ? » (cf. Mt 11, 2-11). Le temps de la Promesse, les temps derniers sont-ils enfin venus, ou bien faut-il attendre encore et encore ? La question de Jean n'est pas dramatique seulement parce qu'il la pose au seuil de sa mort, mais parce que, de la réponse, va dépendre le sens de toute sa vie de prophète, de toute sa prédication.

Comme tout le monde, Jean devait attendre un Messie revêtu de gloire et de toute-puissance : les premières manifestations de ce Jésus, c'est le moins qu'on puisse dire, ne correspondaient guère à l'image qu'on s'en faisait.
Jean est donc devenu perplexe, il doute... Va-t-il mourir à son tour sans avoir vu la réalisation des prophéties, de la sienne en particulier ? A-t-il raté sa vie, sa vie de prophète ? À Jean hier, comme à nous aujourd'hui, Jésus ne donnera d'autre signe que celui de la nouveauté radicale qui naît de sa présence, de l'action de son Esprit. Le signe apparaît en ce point à l'être étrange et trop souvent étranger que nous sommes à nous-mêmes; là où se joue notre salut et, pour une part, celui des autres, nos frères. »

— Jean Mansir, O. P. Au souffle de la Parole, Médiaspaul, 1998, p. 16.

### Sources et bibliographie
- À l’occasion du 30e anniversaire de la restauration de l’abbaye, une vidéo cassette, réalisée par Jean-Luc Antoni présente le passage du « hameau de Boscodon-l’Abbaye » au monument restauré depuis 30 ans par l’Association des amis de l’abbaye de Boscodon et rendu à sa vocation première par la présence des trois membres permanents de la communauté Saint-Dominique. Une plaquette couleur de 32 pages en collaboration avec les Éditions Ouest-France retrace par ailleurs l’histoire religieuse (1130-1769) puis rurale (1769-1792) de l’abbaye de Boscodon et d’autre part celle de la renaissance (1792-2002). Christian Gay et Sœur Jeanne-Marie en ont réalisé le texte.
- Sœur Jeanne Marie, La clarté des pierres, Paris, La Croix / Les Éditions du Cerf, 2007 (ISBN 978-2-204-07877-1 et 2-204-07877-8).
- Thierry Hatot, Bâtisseurs au Moyen Âge : une abbaye romane Boscodon, Clermont-Ferrand, L’Instant Durable, 1999, 96 p. (ISBN 2-86404-071-9).
- Bruno Rotival, Regards sur l'Abbaye de Boscodon, Crots, Association des Amis de l'Abbaye de Boscodon, 1997.
- (fr + en + de) Coordination générale : René Dinkel, Élisabeth Decugnière, Hortensia Gauthier, Marie-Christine Oculi. Rédaction des notices : CRMH : Martine Audibert-Bringer, Odile de Pierrefeu, Sylvie Réol. Direction régionale des antiquités préhistoriques (DRAP) : Gérard Sauzade. Direction régionale des antiquités historiques (DRAH) : Jean-Paul Jacob directeur, Armelle Guilcher, Mireille Pagni, Anne Roth-Congés Institut de recherche sur l'architecture antique (Maison de l'Orient et de la Méditerranée-IRAA)-Centre national de la recherche scientifique (CNRS), Suivez le guide : Monuments Historiques Provence Alpes Côte d’Azur, Marseille, Direction régionale des affaires culturelles et Conseil régional de Provence – Alpes - Côte d’Azur (Office Régional de la Culture), 1er trimestre 1986, 198 p. (ISBN 978-2-906035-00-3 et 2-906035-00-9)Guide présentant l'histoire des monuments historiques ouverts au public en Provence – Alpes – Côte - d'Azur, avec cartes thématiques : 2 Architecture médiévale, Architecture religieuse romane (traduit en allemand et anglais en septembre 1988). Notice : Crots, Abbaye de Boscodon, p.39
- Collectif, Coordination Association Culture et Patrimoine, Travaux de restauration Crots – Hautes Alpes, Abbaye de Boscodon, Lignes / Association des Amis de l’Abbaye de Boscodon / DRAC- Conservation régionale des monuments historiques, avril 1988, 8 p.Histoire ; L’art chalaisien ; Projets ; Animations ; Architecture hier et aujourd’hui ; Sculpture
- Jean Mansir, Les Pierres Apprivoisées : roman, Crots, Association des Amis de l'Abbaye de Boscodon, 2007, 228 p. (ISBN 978-2-916817-02-6)Roman transposant l'histoire de la construction de l'abbaye, par un frère de la Communauté Saint Dominique
- Histoire géographique, naturelle, ecclésiastique et civile du diocèse d'Embrun par le curé Albert